# Fulgurodes sartinaria
Fulgurodes sartinaria là một loài bướm đêm trong họ Geometridae.